# Cámara de Consejeros de Japón
La Cámara de Consejeros (参議院 Sangiin?,  también como Cámara de Concejales) es la Cámara Alta de la Dieta de Japón. La Cámara de Representantes es la Cámara Baja. La Cámara de Consejeros es la sucesora de la Cámara de los Pares que ejerció antes de la Segunda Guerra Mundial, siendo esta la equivalente, a la Británica Cámara de los Lores. 
Si las dos cámaras están en desacuerdo sobre tratados, designaciones de primer ministro o asuntos presupuestarios, la Cámara de los Consejeros se impondrá sobre estas decisiones. En todas las otras decisiones, la Cámara de Representantes puede vetar la votación de la Cámara de Consejeros solo si se toma esa decisión logrando dos tercios de la mayoría de los miembros presentes.
La Cámara de Consejeros tiene 248 miembros que ejercen sus funciones durante seis años, dos años más que los de la Cámara de Representantes. Como solo la mitad de sus miembros son reelectos en cada elección, usando un sistema de «votación paralela», esta cámara no puede ser disuelta. 
De los 121 miembros sujetos a elección cada vez, 73 son electos por los 47 distritos prefecturales (por el sistema de «voto individual no transferible») y 48 son electos por listas nacionales mediante representación proporcional. 
En la elección de 1998, había 252 miembros, 126 electos de una vez: 76 por los distritos prefecturales y 50 electos vía nacional. En las del 2001 estas cantidades fueron reducidas y el número total de legisladores de esta cámara fue reducido a 247 (126 electos en 1998 y 121 electos en 2001).
Los consejeros deben tener al menos 30 años, a diferencia de los de la Cámara de Representantes que pueden ser electos a partir de los 25 años.